# 干德道
干德道（英語：Conduit Road），舊稱干讀道，是香港西半山的一條主要道路，位於海拔約140米，東端連接香雪道及己連拿利交界，西端連接旭龢道及克頓道交界。干德道20號是中環至半山自動扶梯系統的最南端半山區出口。主要是大單位、高尚住宅區。

## 歷史

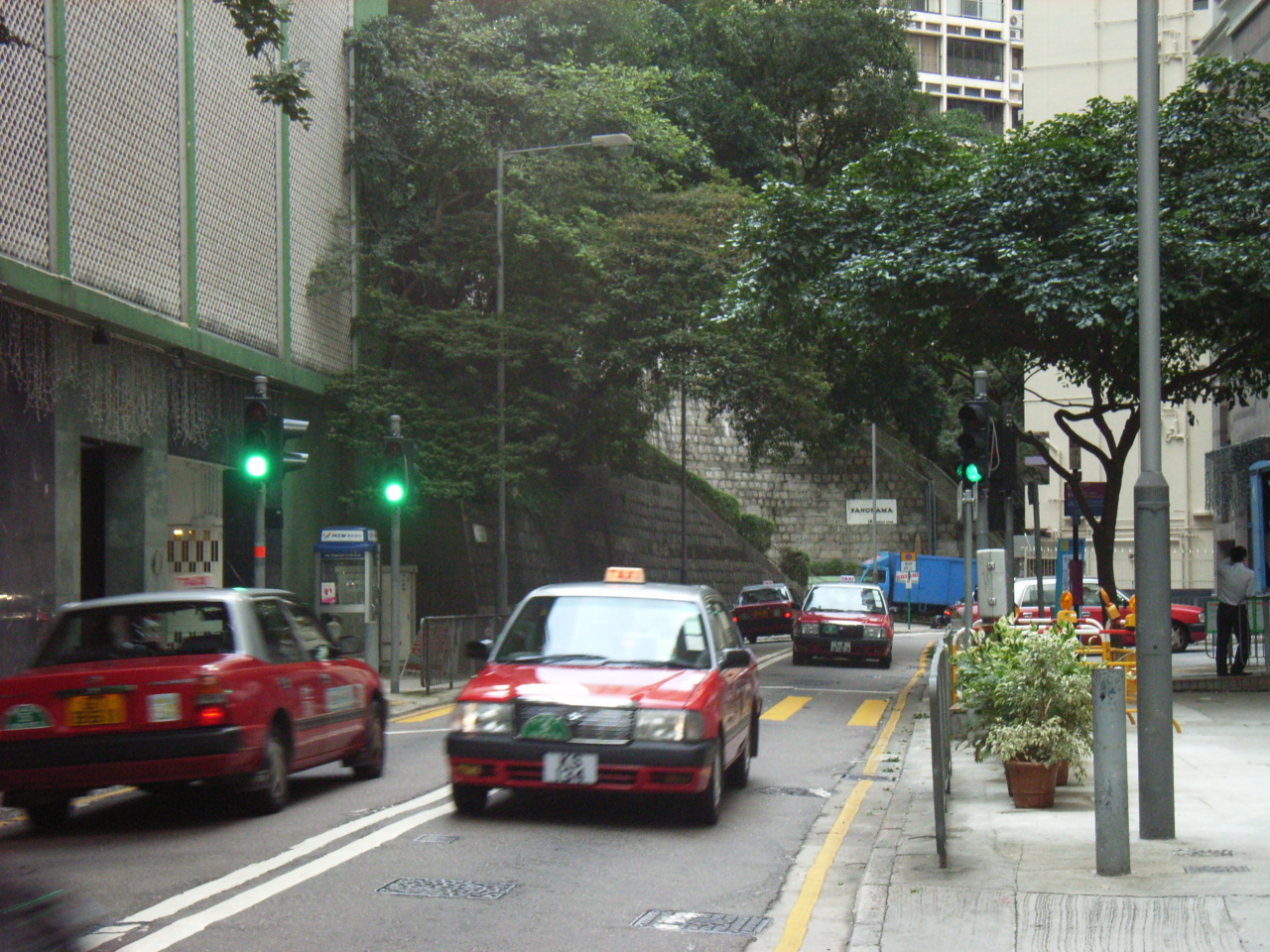
干德道近20號的中環至半山自動扶梯系統出入口

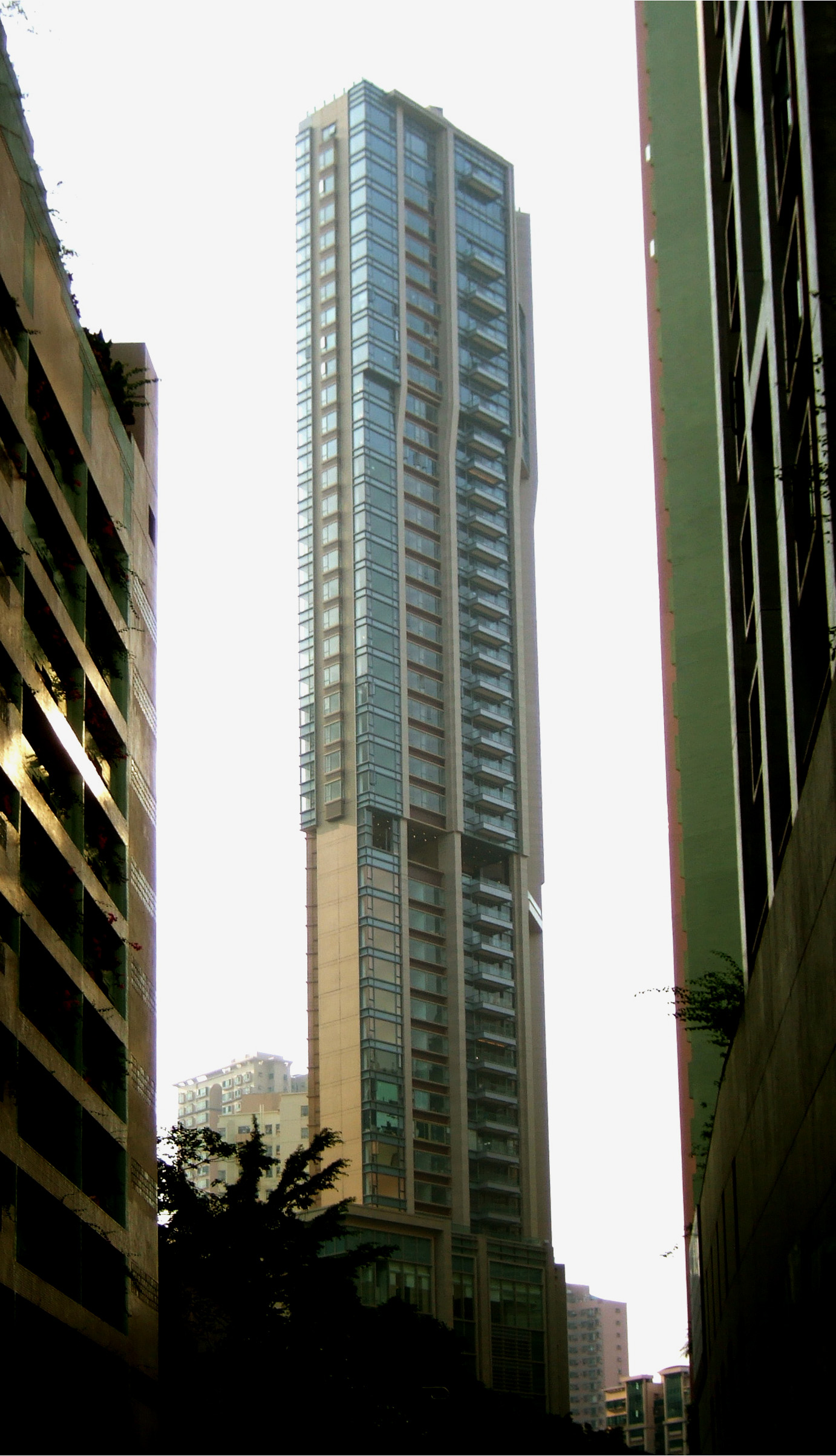
干德道39號天匯

干德道的建設源於1864年薄扶林水塘發展儲水計劃。在港島半山區西南邊斜坡，鋪設一條主輸水管，在世紀末，建成一條馬路，名為 Conduit Road，當中的 Conduit 即是輸水管之意，中文則音譯為干讀道（後改譯作干德道）。當時的富有人家在這區築建豪宅家園。在1911年，太古洋行買辦莫幹生在干德道41號（現址為聯邦花園）興建一座宮殿式豪宅。莫幹生育有2子莫慶堯和莫慶榮。
香港日佔時期，干德道曾經被更改名稱為出雲通。
1950年代期間，仿宮殿豪宅屹立於此，更設有網球場等。其中一幢豪宅由吉席·保羅·遮打爵士發展，名為雲石堂（Marble Hall），以華麗堂皇聞名，位於干德道1號，1946年毀於大火，1953年拆卸重建，現時名為遮打大廈，又名遮打堂（Chater Hall），現為香港政府高級公務員宿舍。僅存的雲石堂守衛室，於2010年11月10日列為香港二級歷史建築。
1976年9月26日，港府於憲報宣佈干讀道改名為干德道。
宋子良曾居於香港干德道11號2A寓所，宋慶齡亦曾於1937年12月至1941年12月期間暫居於此；1938年6月14日，保卫中国同盟（China Defense League）在此處客廳成立。

## 沿途建築
- 殷豪閣
- 麗豪閣
- 君德閣
- 慧豪閣
- 金碧閣
- 匯豪閣
- 駿豪閣
- 殷樺花園
- 富景花園
- 明珠臺
- 芝蘭臺
- 李園
- 全景花園
- 康園
- 康威園
- 承德山莊
- 聯邦花園
- 天匯
- The Icon
- 華庭閣
- 年豐園
- 鑑波樓
- 敦皓
- Cluny Park
- 璈珀
- 帝豪閣

## 交匯道路
- 羅便臣道
- 己連拿利
- 香雪道
- 寶珊道
- 克頓道
- 旭龢道

## 外部連結
- 中環干德道的歷史描述
- 干德道 1 號雲石堂歷史照片
- 外國記者俱樂部前會址

22°16′53.112″N 114°9′18.378″E / 22.28142000°N 114.15510500°E